# Tetramorium forte
Tetramorium forte är en myrart som beskrevs av Auguste-Henri Forel 1904. Tetramorium forte ingår i släktet Tetramorium och familjen myror. Inga underarter finns listade i Catalogue of Life.